# Pow R. Toc H.
Pow R. Toc H. è un brano dei Pink Floyd del 1967, tratto dall'album The Piper at the Gates of Dawn.
Assieme ad Interstellar Overdrive è l'unica traccia dell'album ad essere accreditata a tutti e quattro i membri della band.

## Il brano
Il brano, nella cui parte strumentale prevale il pianoforte di Wright (principale autore del brano anche se accreditato all'intera band), si caratterizza per i particolari effetti vocali di Barrett e Waters, che contribuiscono all'atmosfera psichedelica e a tratti cupa del brano, tra le più emblematiche dell'album. Secondo Nick Mason, la band era presente agli Abbey Road Studios mentre i Beatles nella stanza accanto registravano Lovely Rita di Sgt. Pepper's Lonely Hearts Club Band. Gli effetti sonori e vocali utilizzati verso la fine del brano del quartetto di Liverpool potrebbero quindi aver fornito ai Pink Floyd l'ispirazione per quelli di Pow R. Toc H.
Il brano fu regolarmente eseguito dal vivo nel periodo 1967-1969, anche dopo l'abbandono di Barrett, e in occasione dello spettacolo dal vivo The Man and The Journey del 1969 venne rielaborato e denominato The Pink Jungle.

## Formazione
- Syd Barrett: chitarra acustica ed elettrica, effetti vocali
- Roger Waters: basso, effetti vocali
- Richard Wright: organo Farfisa, pianoforte
- Nick Mason: batteria, percussioni